# Операция Odyssey Dawn
Операция Odyssey Dawn («Одиссея. Рассвет», «Рассвет одиссеи», «Рассвет Одиссея», «Начало одиссеи») — военная операция Соединённых Штатов в рамках интервенции в Ливии сил международной коалиции.  Проводилась по принятой резолюции 1973 Совбеза ООН, которая предусматривала меры, необходимые для защиты мирного населения Ливии в ходе противостояния повстанцев и центральной власти М. Каддафи, в том числе боевые действия, за исключением ввода оккупационных войск (foreign occupation force).
Американские подразделения выполняли в основном вспомогательные функции.
Завершена 31 марта в связи с началом операции НАТО Союзный защитник (англ. Operation Unified Protector).

## Состав группировки войск
Военно-морские силы США:
- USS Mount Whitney, флагман[8]
  - USS Kearsarge (LHD-3), универсальный десантный корабль типа «Уосп»
  - USS Ponce (LPD-15), десантно-вертолётный корабль-док типа «Остин»
  - USS Barry (DDG-52), эсминец типа «Арли Бёрк»
  - USS Stout (DDG-55), эсминец типа «Арли Бёрк»
  - USS Providence (SSN-719), подводная лодка типа «Лос-Анджелес»
  - USS Scranton, атомная подводная лодка типа «Лос-Анджелес»
  - USS Florida (SSGN-728), ПЛАРК типа «Огайо»

## Ход операции
- 19 марта 2011 —  ВМС США и Великобритании выпускают более 100 ракет «Томагавк» по объектам ПВО Ливии
- 20 марта 2011 — 3 американских стелс-бомбардировщика B-2 Spirit нанесли удары по 45 укрытиям для самолетов на военной авиабазе ВВС Ливии около Сирта

- 21 марта 2011 — разбился F-15E «Strike Eagle» ВВС США[9]. Позже ВВС США разбомбили место падения истребителя, чтоб обломки нового самолета «не попали в чужие руки».
- 10 июня 2011 года правительство Ливии сообщило, что 10 июня 2011 года в районе города Злитан (в 30 км к западу от Мисураты) был сбит и упал в море ещё один вертолёт НАТО[10]
- 20 июня 2011 — при выполнении разведывательного полёта разбился беспилотный летательный аппарат MQ-8B Fire Scout ВМС США[11]. Ливийское телевидение продемонстрировало его обломки и заявило, что они принадлежат сбитому боевому вертолёту AH-64 «Апач»[12][13].

Только в период с начала операции до конца мая 2011 года в результате авиаударов НАТО по территории Ливии погибли 718 и были ранены 4067 человек.

## Реакция мирового сообщества
В ряде стран прозвучали заявления о том, что действия союзников не отвечают установкам, заложенным в резолюции СБ ООН, а в результате бомбардировок гибнут мирные жители. Число жертв сильно разнится. Ливийские СМИ сообщают о десятках погибших, европейские и катарские — о случайных жертвах в результате точечных ударов.
МИД России сразу после начала операции «Одиссея. Рассвет» выразил сожаление по поводу «неизбирательного применения силы». Со схожими заявлениями и призывами прекратить бомбардировки выступили Индия, Китай, Венесуэла, Белоруссия. Изменила свою позицию и Лига арабских государств, чьего формального одобрения так добивались страны НАТО.